# Khoy
Khoy (persiska خوئ, azerbajdzjanska Xoy) är en stad i nordvästra Iran. Staden ligger i provinsen Västazarbaijan i regionen Azarbaijan, där de flesta pratar azerbajdzjanska. Khoy ligger mellan Maku och Urmia. Folkmängden uppgår till cirka 200 000 invånare. Staden är administrativt centrum för delprovinsen (shahrestan) Khoy.
Staden har en flygplats, Khoy Airport.